# Cơ học chất lưu
Cơ học chất lưu, hay còn được gọi là cơ học thủy khí, nghiên cứu sự cân bằng và chuyển động của các phần tử vật chất vô cùng nhỏ có thể dễ dàng di chuyển và va chạm với nhau trong không gian. Với cơ học chất lưu, một cách tương đối có thể chia thành hai nhóm:
1. Nghiên cứu chất thể lỏng (nước, dầu, rượu...) có thể tích thay đổi rất ít khi có tác động của áp suất và nhiệt độ (còn gọi là chất lưu không nén).
2. Nghiên cứu các hiện tượng vật lý của chất thể khí và hơi, dễ bị thay đổi thể tích dưới tác động của áp suất và nhiệt độ. (còn gọi là chất lưu nén).

Sự thay đổi không chỉ phụ thuộc vào cấu trúc phân tử, mà còn phụ thuộc vào tác động của ngoại lực hoặc nhiệt độ. Do đó trong một số trường hợp còn phải kể đến khả năng nén được của chất lỏng. Ví dụ như trong máy ép thủy lực, tuy môi chất thông thường là dầu, nhưng dưới áp suất cao, khối lượng riêng của chúng cũng thay đổi đáng kể.
Một trong những tính chất quan trọng của các chất lưu là lực ma sát trong giữa các dòng chuyển động. Lực ma sát này thường được gọi là độ nhớt. Khi mà độ nhớt phụ thuộc vào lực gây ra sự trượt giữa các dòng chuyển động thì ta gọi dòng chảy đó là phi Newton. Còn nếu như độ nhớt chỉ phụ thuộc vào sự chênh lệch vận tốc giữa các dòng chảy thì ta gọi đó là dòng chảy theo Newton.

## Các giả sử
Cũng giống như bất cứ mô hình toán học nào về thế giới thực, cơ học chất lưu phải đưa ra một giả thiết cơ bản về các chất lưu đang được nghiên cứu. Những giả sử này được biến thành các phương trình phải được thỏa mãn nếu như các giả thiết đó là đúng. Ví dụ, hãy xét một chất lưu không nén trong không gian 3 chiều. Giả sử bảo toàn khối lượng có nghĩa là với mọi mặt đóng cho trước (chẳng hạn mặt cầu) tỷ lệ khối lượng chảy từ "bên ngoài" vào "bên trong" mặt đó phải cùng với tỷ lệ khối lượng chảy theo các hướng "bên trong" ra "bên ngoài". (Nói cách khác, khối lượng "bên trong" vẫn là không đổi, cũng như khối lượng "bên ngoài"). Điều này có thể được chuyển thành một phương trình tích phân trên mặt đóng đó.
Cơ học chất lưu giả thiết rằng mọi chất lưu thỏa mãn những điều sau đây:
- Bảo toàn khối lượng
- Bảo toàn động lượng
- Giả thiết về môi trường liên tục.

Hơn nữa, khá hữu ích (và thực tế) để giả sử chất lưu là không nén được - nghĩa là mật độ của chất lưu là không đổi. Các chất lỏng thường có thể mô phỏng như chất lưu không nén được, trong khi các chất khí thường không thỏa mãn điều đó.
Tương tự như vậy, đôi khi người ta giả thiết độ nhớt của chất lưu là 0. Các loại khí thường được giả thiết là không nhớt. Nếu một chất lưu là có độ nhớt, và dòng chảy của nó bị giới hạn một cách nào đó (thí dụ, trong một ống), thì dòng tại biên phải có vận tốc bằng 0. Với một chất lưu nhớt, nếu biên là không xốp (non-porous), các lực cắt  giữa chất lưu và biên cũng đưa ra kết quả là vận tốc của chất lưu là 0 tại biên. Đó là điều kiện không trượt. Đối với môi trường xốp, tại biên với thùng chứa, điều kiện trượt tương ứng với vận tốc khác 0, và chất lưu có một trường vận tốc không liên tục giữa chất lưu tự do và chất lưu trong môi trường xốp (điều này liên quan tới Điều kiện Beavers và Joseph).

### Giả thuyết môi trường
Chất lưu được cấu thành từ các phân tử va chạm lẫn nhau và va chạm vào các vật rắn. Tuy vậy, giả thuyết về một môi trường liên tục (continuum hypothesis) xem chất lưu là liên tục. Nghĩa là, các tính chất như mật độ, áp suất, nhiệt độ, và vận tốc coi như được định nghĩa trên những điểm nhỏ "vô hạn", định ra một phần tử thể tích tham khảo (reference element of volume, REV), tại kích cỡ so được với khoảng cách giữa hai phân tử chất lưu kề cận nhau. Các tính chất được giả sử là biến đổi một cách liên tục từ điểm này sang điểm khác, và là giá trị trung bình trong REV. Sự thực là chất lưu được cấu thành từ các phân tử rời rạc được bỏ qua.
Giả thuyết môi trường về bản chất là một xấp xỉ, trong cùng cách thức các hành tinh được xấp xỉ bởi các điểm khi tính toán trong cơ học thiên thể, và do đó chỉ đưa ra những lời giải xấp xỉ. Do đó, giả thuyết về môi trường có thể dẫn tới những kết quả không nằm trong độ chính xác mong muốn. Tuy vậy, dưới những điều kiện thích hợp, giả thuyết về môi trường vẫn đưa ra được những kết quả chính xác.
Những bài toán mà giả thuyết môi trường không đưa ra được lời giải với độ chính xác mong muốn sẽ được giải bằng cơ học thống kê. Để xác định liệu là phương pháp thông thường của động học lưu chất hay cơ học thống kê nên được sử dụng, số Knudsen được đánh giá cho bài toán. Số Knudsen được định nghĩa như là tỉ số giữa độ dài đường tự do trung bình ở cấp độ phân tử với một đại lượng độ dài vật lý đại diện nào đó. Tỉ số độ dài này có thể là bán kính của một vật thể trong chất lưu. (Nói một cách đơn giản hóa, số Knudsen là số lần trung bình mà đường kính của một hạt phải di chuyển trước khi va chạm phải hạt khác). Những bài toán mà số Knudsen lớn hơn hay bằng 1 được giải quyết thỏa đáng với cơ học thống kê với các lời giải chấp nhận được.

## Định luật Pascal
Trạng thái cân bằng của chất lưu
Trạng thái cân bằng là trạng thái mà ở đó không có sự chuyển động tương đối giữa các phần khác nhau trong chất lưu; ở đây ta bỏ qua sự chuyển động hỗn loạn của các phân tử chất lưu. Một ly nước đứng yên trên bàn là một ví dụ về trạng thái cân bằng.
Định luật Pascal
Khi chất lưu ở trạng thái cân bằng thì áp suất tại một điểm trong lòng chất lưu là phân bố đều theo mọi phương. Nghĩa là áp suất tại điểm đó phân bố theo mọi phương có độ lớn bằng nhau.
Định luật Pascal được phát biểu như sau: "Áp suất chất lỏng do ngoại lực tác dụng lên mặt thoáng được truyền nguyên vẹn tới mọi điểm trong lòng chất lỏng".

## Phương trình liên tục của chất lỏng
Chất lỏng lý tưởng
Chất lỏng lý tưởng là chất lỏng mà ta có thể bỏ qua lực ma sát nhớt của các phần bên trong chất lỏng khi chuyển động tương đối với nhau. Đối với chất lỏng lý tưởng, ta sẽ biểu diễn đường đi của một phân tử chất lưu bằng một đường dòng mà tiếp tuyến với nó tại mọi điểm có phương chiều trùng với véc tơ vận tốc của chất lưu tại điểm đó. Tập hợp toàn bộ các đường dòng biểu diễn cho cả khối chất lưu được gọi là ống dòng.
Nếu chúng ta cắt ống dòng bằng một mặt phẳng S vuông góc đồng thời với các đường dòng, thì tại mọi điểm trên diện tích S này vận tốc các phân tử sẽ có độ lớn bằng nhau. 
Phương trình liên tục
Phương trình liên tục chính là định luật bảo toàn khối lượng đối với chất lưu. Đối với chất lưu không nén được, khi xét một thể tích tham khảo thì lưu lượng chất đi vào phải bằng lưu lượng chất đi ra thể tích đó. Nghĩa là, trong hệ tọa độ Descartes với u, v, w là các thành phần vận tốc trên các phương x, y, z, ta có:
{\displaystyle {\frac {\partial u}{\partial x}}+{\frac {\partial v}{\partial y}}+{\frac {\partial w}{\partial z}}=0}
hoặc là (với {\displaystyle \mathbf {u} } là vec tơ lưu tốc):
{\displaystyle \mathrm {div} \mathbf {u} =0}

## Phương trình Bernoulli
Phương trình Bernoulli (tiếng Đức: [bɛʁˈnʊli]) mô tả biến đổi năng lượng của dòng nước. Chính xác hơn, định luật Bernoulli viết cho một dòng tia nước như sau:
{\displaystyle E=z_{1}+p_{1}/\gamma +u_{1}^{2}/2g=z_{2}+p_{2}/\gamma +u_{2}^{2}/2g+h_{w}}
trong đó các chỉ số 1 và 2 ứng với các vị trí trên dòng chảy, {\displaystyle z} là cao độ, {\displaystyle p} là áp suất, {\displaystyle u} là vận tốc dòng, {\displaystyle g} là gia tốc trọng trường và {\displaystyle h_{w}} là cột nước tổn thất.